# Rundfunkchor Stockholm

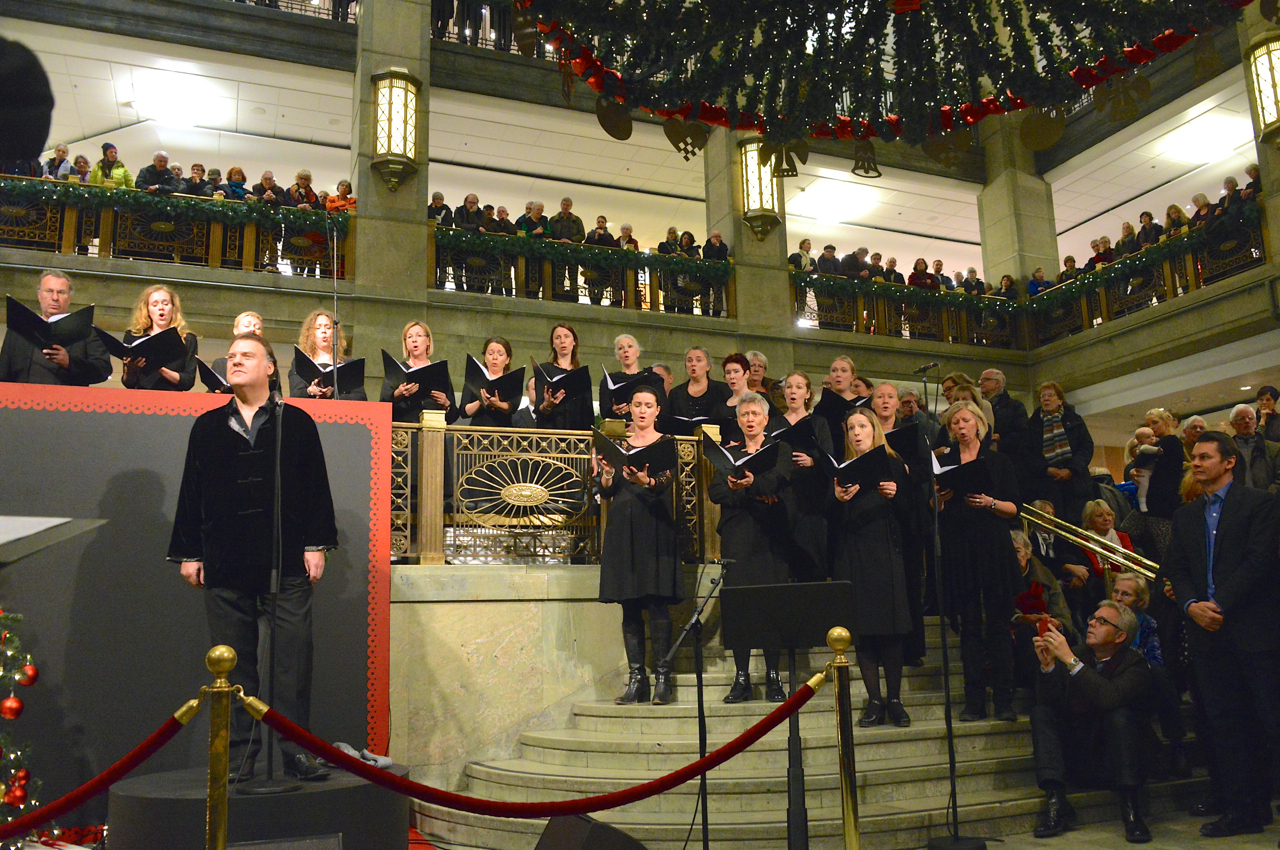
Radiokören mit Bryn Terfel (2013)

Rundfunkchor Stockholm, eigentlich Radiokören, ist ein professioneller Chor aus Schweden. Er ist Teil des Schwedischen Hörfunks. Der seit 1925 bestehende Chor aus 32 Sängern steht aktuell unter der künstlerischen Leitung von Kaspars Putniņš als Chefdirigenten. Das neu eingeführte Amt des Chormeisters hat Marc Korovitch inne. Die Heimstätte des Ensembles sind seit 1979 die Berwaldhallen in Stockholm, das Konzerthaus des Radio Schweden.

## Geschichte
Der Rundfunkchor Stockholm wurde im selben Jahr gegründet, in dem das Sveriges Radio mit der Ausstrahlung begann. So gab der Chor sein Antrittskonzert im Mai 1925. Die ersten Chefdirigenten, Axel Nylander und Einar Ralf, legten ein besonderes Augenmerk darauf, a cappella mit zeitgenössischer schwedischer Chormusik aufzutreten. Unter der Leitung von Eric Ericson ab 1952 schließlich gewann der Chor auch an internationaler Bekanntheit: Er erweiterte das Repertoire inhaltlich, ging ab von der Konzentration auf hauptsächlich schwedische Stücke, und brachte dem Chor damit einen Platz im internationalen Gefüge der Vokalensembles auf höchstem Niveau ein, das er seitdem hält. Durch ihn kamen Komponisten wie Paul Hindemith, Frank Martin, Igor Strawinsky und Aaron Copland nach Stockholm, um ihre Werke zu hören. Als Arthur Honegger den Schwedischen Rundfunkchor seine Werke singen hörte, soll er gesagt haben, des sei das erste Mal, dass er seine Chormusik so höre wie von ihm ursprünglich intendiert.
„Der Schwedische Rundfunkchor hat eine große Bedeutung für die Entwicklung der Chormusik in internationaler Perspektive“, so Chormeister Marc Korovitch.
Der Chor tritt regelmäßig in den größten Konzertsälen und auf Festivals weltweit auf, seit mehr als 20 Jahren vor allem in Japan und auf dem Baltic Sea Festival, und arbeitet dort mit renommierten Gastdirigenten und Orchestern zusammen, unter anderem mit den Berliner Philharmonikern unter der Leitung von Claudio Abbado. In der Spielzeit 2019 – 2020 feierte der Chor mit Andrew Manze das 40-jährige Bestehen der Berwaldhallen, veranstaltete unter der Leitung von Justin Doyle ein dramatisches und vielschichtiges Konzert über Flüchtlinge und führte mit Giedrė Šlekytė eine Auswahl prominenter deutscher und litauischer Chorwerke auf.
Im Januar 2019 erhielt Marc Korovitch erstmals die neu eingerichtete Position des Chorleiters. Er ist für die musikalische Entwicklung des Chores verantwortlich und leitet die Chorproben sowie die individuelle Stimmarbeit mit den einzelnen Sängern.
Im November desselben Jahres wurden Peter Dijkstra und Tõnu Kaljuste, beides ehemalige Chefdirigenten, zu Ehrendirigenten des Schwedischen Rundfunkchors ernannt. „Tõnu Kaljuste gab dem Chor mehr und tiefere Dimensionen, einen anderen Klang, einen anderen Ausdruck. Und die Jahre mit Peter Dijkstra haben dem Chor Stabilität auf sehr hohem Niveau verliehen“, so Johan Pejler, Präsident des Chores.
Der vielfach preisgekrönte lettische Dirigent Kaspars Putniņš dirigierte den Chor in den letzten Jahren bereits auf mehreren Konzerten und Tourneen, bevor er im März 2020 offiziell das Amt des zehnten Chefdirigenten übernahm, was er als „Traumjob eines Dirigenten“ bezeichnete: „Die Fähigkeit des Chores, Details in der Musik zu vermitteln und wie sich die Sänger gegenseitig inspirieren, macht das Aufführen mit ihnen zu einem einzigartigen Erlebnis.“
Die Namen der Chefdirigenten (chronologisch):
- Gustav Malm (1925)
- Axel Nylander (1925 – 1939)
- Einar Ralf (1939 – 1952)
- Eric Ericson (1952 – 1982)
- Anders Öhrwall (1982 – 1985)
- Gustaf Sjökvist (1986 – 1994)
- Tõnu Kaljuste (1995 – 2001)
- Stefan Parkman (2002 – 2005)
- Peter Dijkstra (2007 – 2018)
- Kaspars Putniņš (seit 2020)

Ehrendirigate (Conductors Laureate):
- Peter Dijkstra
- Tõnu Kaljuste

Chormeister:
- Marc Korovitch

In Zusammenarbeit mit der Königlich Schwedischen Musikakademie und der Europäischen Rundfunkunion (EBU) setzt das Sveriges Radio die Vergabe des Eric Ericson Award wieder ein, einen internationalen Wettbewerb für junge Chorleiter, der nach dem vierten Chefdirigenten des Schwedischen Rundfunkchores benannt ist. Der Wettbewerb wird im Oktober 2021 zum ersten Mal seit 2009 im schwedischen Radiokonzertsaal Berwaldhallen in Stockholm stattfinden. Der Eric Ericson Award gilt als der renommierteste Wettbewerb für Chorleiter der Welt.

## Auszeichnungen
Der Chor wird als Botschafter schwedischer Musik angesehen und anerkannt. 2010 erhielt er bei der Verleihung des Musikexportpreises den Ehrenpreis der schwedischen Regierung für herausragende Leistungen bei der Förderung und Verbreitung schwedischer Musik im Ausland, „weil er schwedische Chormusik länger als ein halbes Jahrhundert lang auf die Weltkarte gebracht hat“. Anlässlich der Feier des 90. Jubiläum wurden zwei bemerkenswerte Tourneen unternommen: Im Frühjahr tourten sie mit Bachs kompletten Motetten durch Italien, im Herbst reisten sie nach Japan und gaben Konzerte in Hyogo, Karuizawa, Miyazaki und Tokio. Die Tour endete mit einem Konzert in der Tokyo City Opera Hall in einem vollen Haus mit einem 2 000 Personen starken Publikum.
Bei den Cannes Classical Awards wurde der Chor als „das weltweit führende Ensemble für zeitgenössische Musik“ bezeichnet. Im November 2015 wurde die CD „Mass & Motets“ mit geistlicher Chormusik von Johannes Brahms mit dem renommiertesten Musikpreis Edison Klassiek der Niederlande ausgezeichnet. 2011 wurde das mehrfach preisgekrönte Album „Nordic Sounds“ mit Musik von Sven-David Sandström vom französischen Musikmagazin Diapason mit dem Diapason d’Or als beste Aufnahme des Jahres auserwählt.
In der etablierten britischen Zeitschrift The Gramophone wurde der Schwedische Rundfunkchor im Januar 2011 bei einer Nominierung der weltbesten Chöre folgendermaßen beschrieben: „Bei all seiner Disziplin, der Klarheit des Angriffs, der sanft gefiederten Phrasenenden und den gelegentlichen Ausbrüchen schrecklicher Macht gibt es keinen Zweifel an dem Klang: warm, süß, ausgeglichen und vor allem makellos ohne Sterilität oder hohler Perfektion.“

## Repertoire
Leitbild ist die Chorkultur, in der jeder Sänger ein Individuum mit unverwechselbarer Klang- und Stimmidentität darstellt und diese eigenständig im Kollektiv des Ensembles verkörpert, einnimmt und nach außen trägt. Von Kritikern besonders gelobt ist die Fähigkeit der Chormitglieder, durch kraftvolle Soloauftritte aufzufallen, um sich anschließend wieder nahtlos in die Gruppe einzufügen.
Das Repertoire der schwedischen Sänger ist sehr umfangreich und beinhaltet eine große Bandbreite an Genres und Werken von der Alten bis Zeitgenössischen Musik. Neben der eigenen a cappella-Reihe in Stockholm arbeitet der Chor regelmäßig mit dem Swedish Radio Symphony Orchestra und dessen Chefdirigenten Daniel Harding bei Konzerten, Tourneen und Aufnahmen zusammen. Bereits viele Jahre lang lud Claudio Abbado den Chor zu Konzerten mit den Berliner Philharmonikern und dem Mahler Chamber Orchestra ein. Andere Dirigenten in enger und wiederholter Zusammenarbeit sind Riccardo Muti, Valery Gergiev und Herbert Blomstedt.
Weitere bemerkenswerte Ereignisse sind die schwedische Premiere von Esa-Pekka Salonens gefeiertem Karawane für Chor und Orchester im Jahr 2015, Weltpremieren von Jan Sandströms Fjärran und Tebogo Monnakgotlas Naissance du jour im Jahr 2009 und das Konzert von Rachmaninovs All-Night Vigil im Jahr 2018.
Im Frühjahr 2020, als durch die Covid-19-Pandemie die Aufführung für ein Live-Publikum unmöglich wurde, gab der Chor eine Reihe von gefeierten Konzerten mit dem Swedish Radio Symphony Orchestra, die im schwedischen Radio P2 und auf Berwaldhallen Play ausgestrahlt wurden. Zu den Höhepunkten gehörten Lars-Erik Larssons A God Disguised mit Stina Ekblad als Erzählerin, ein amerikanisches Programm unter der Leitung von Helene Stureborg, und zum Saisonfinale nahmen Mitglieder des Chores an einer international anerkannten Inszenierung von Mozarts Don Giovanni unter der Leitung von Daniel Harding teil.
Neben der Interpretation von Repertoire-Klassikern ist der Schwedische Rundfunkchor für sein progressives, vielfältiges und bahnbrechendes Repertoire bekannt. Viele zeitgenössische Komponisten haben im Laufe der Jahre mit dem Chor zusammengearbeitet, darunter Karin Rehnqvist, Sven-David Sandström und seit neuestem junge Komponisten wie Jacob Mühlrad, womit gleichwohl der Umfang des Repertoires stetig erweitert wird.
Auf der Webseite des Chores findet sich eine Verlinkung zu einer Spotify-Playlist mit 345 Auszügen aus ihrem Repertoire. Es umfasst unter anderem:
- Johann Sebastian Bach: Motetten
- Leonard Bernstein: Symphony No. 3
- Johannes Brahms: Ein deutsches Requiem, Op. 45
- Gabriel Fauré: Requiem, Op. 48
- Johann Christian Friedrich Haeffner: Electra
- Wolfgang Amadeus Mozart: Requiem in d-moll KV 626
- Per Nørgård: Gilgamesh
- Arvo Pärt: Spiegel im Spiegel
- Arvo Pärt: Triodion
- Francis Poulenc: Figure Humaine
- Sergei Rachmaninoff: Vespers
- Hilding Rosenberg: Symphony No. 4
- Sven-David Sandström: Nordic Sounds
- Sven-David Sandström: The High Mass
- Robert Schumann: Szenen aus Goethes Faust
- Wilhelm Stenhammar: Sangen, Op. 44
- Igor Stravinsky: Symphony of Psalms

## Tontechnik in Aufzeichnungen und Live-Übertragungen
Berwaldhallen, der Konzertsaal des schwedischen Rundfunks, ist seit 1979 die ständige Heimat des Schwedischen Rundfunkchores. Neben dem Publikum dort bei Konzerten und Live-Auftritten erreicht der Chor über Klassiska konserten i P2, dem Kanal des Sveriges Radio, Millionen von Hörern im Radio und im Internet sowie über ihre weltweiten jährlichen Tourneen, die häufig auch durch Live-Übertragungen im Radio P2 dokumentiert und aufgezeichnet werden. Auf Berwaldhallen Play stellt der Chor seit einigen Jahren ganze Konzerte in Live-Mitschnitten online zur Verfügung, was insbesondere in jüngster Zeit, die von der Corona-Pandemie stark geprägt ist, ins Gewicht fällt, da keine Tourneen möglich sind.